# 살레시오고등학교
살레시오고등학교(살레시오高等學校)는 대한민국 광주광역시 북구 일곡동에 위치한 사립 고등학교이다.

## 학교 연혁
- 1951년 : 한국전쟁 중 군종 신부로 종군 중 전사한 고 J.Kapaun(1916.04.20.~1951.05.23) 신부의 기념 사업으로 광주에 중고등학교를 설립키로 미국 군종신부단 발의
- 1953년 : 가톨릭 광주 대교구장 헨리 대주교가 살레시오회 초청
- 1956년 2월 : 광주시 중흥동에 3층 교사 연 816평 준공
- 1959년 3월 : 사레지오고등학교 설립(초대 교장 마신부 "Archimede Martelli")
- 1965년 6월 : 중고 분리
- 1973년 3월 : 고등학교 18학급으로 증설 인가
- 1976년 2월 : 사레지오중학교 폐교(제18회 4,125명 배출)
- 1989년 3월 : 일곡동 신축교사로 이전(지하 1층, 지상 4층 연건평 18,530m2)
- 1993년 3월 : 사레시오중학교 개교(인가 12학급)
- 1996년 3월 : 살레시오 중.고등학교로 개명인가
- 1997년 2월 : 진리관 (4층) 준공
- 1999년 4월 : 체육관 지하층에 급식소 준공(995m2)
- 2002년 2월 : 마르텔리관 교실 "기술실, 특기적성실" (1층 연건평 450m2) 준공
- 2023년 3월 : 고등학교 제12대 교장에 박지영 신부 취임
- 2025년 1월 : 제64회 졸업(219명, 총 졸업생수 24,518명)

## 참고 자료
- 살레시오고등학교 - 한국교육학술정보원 학교알리미